# 18873 Ларріробінсон
18873 Ларріробінсон (18873 Larryrobinson) — астероїд головного поясу, відкритий 13 листопада 1999 року.
Тіссеранів параметр щодо Юпітера — 3,475.